# 岡本大輔
岡本 大輔（おかもと だいすけ、1958年6月29日 - ）は、日本の経営学者。慶應義塾大学名誉教授、滋賀大学経済学部特任教授。父は会計学者の岡本清、母は翻訳家の岡本濱江。

## 経歴
- 1958年 - 神奈川県逗子市生まれ[1]。
- 1977年 - 東京都立立川高等学校卒業[1]。
- 1981年 - 慶應義塾大学商学部卒業[1]。
- 1983年 - 慶應義塾大学大学院商学研究科修士課程修了、商学修士号取得[1]。慶應義塾大学商学部助手[1]。
- 1986年 - 慶應義塾大学大学院商学研究科博士課程単位取得退学[1]。
- 1988年 - 慶應義塾大学商学部助教授[1]。
- 1989年 - マサチューセッツ工科大学スローンスクール客員研究員[1]。
- 1996年 - 慶應義塾大学商学部教授[1]。
- 1997年 - ブラウン大学経済学部客員特別研究員[1]。
- 2004年 - 慶應義塾大学より博士（商学）の学位を取得[1]。
- 2008年 - ニューサウスウェールズ大学オーストラリア経営学部客員教授[1]。
- 2015年 - 公認会計士試験試験委員（経営学担当）[3]。
- 2018年 - ケンブリッジ大学ダウニングコレッジ客員慶應フェロー[1]。
- 2018年 - 慶應義塾評議員[4]。
- 2019年 - 慶應義塾大学商学部長[5]、大学院商学研究科委員長[6]、慶應義塾理事[7]。
- 2024年 - 慶應義塾大学名誉教授[8]
- 2024年 - 滋賀大学経済学部特任教授[9]

## 著書
- 企業評価の視点と手法（1996年、中央経済社）ISBN 9784502335730
- AIによる企業評価 人工知能を活かした知識モデルの試み（2004年、中央経済社）ISBN 9784502372407
- 企業評価+企業倫理 CSRへのアプローチ（2006年、慶應義塾大学出版会、梅津光弘との共著）ISBN 9784766412666
- 深化する日本の経営 社会・トップ・戦略・組織（2012年、千倉書房、古川靖洋・佐藤和・馬塲杉夫との共著）ISBN 9784805109915
- 社会的責任とCSRは違う！（2018年、千倉書房）ISBN 9784805111369

## 受賞
- 1998年 - 著書『企業評価の視点と手法』で義塾賞受賞[1]。